# Leuctra fusca
Leuctra fusca is een steenvlieg uit de familie van de naaldsteenvliegen (Leuctridae). De wetenschappelijke naam werd gepubliceerd in 1758 door Carl Linnaeus in de tiende editie van Systema naturae.
- Maten ♂ 6-8 mm, ♀ 7-9 mm, volgroeide larven 6-8 mm.
- Mannetje De enige Leuctra in ons gebied[bron?] met duidelijke rugstekels op tergiet 7. die fors en toe gespitst zijn. Daarnaast zijn een paar kleine, af geronde lobben op tergiet 6 aanwezig.
- Vrouwtje Subgenitale plaat op sterniet 8 met twee hoekige lobben. De lobben zelf zijn dicht behaard. De soort lijkt enigszins op het vrouwtje van L. hippopus, maar bij deze soort zijn de lobben gerond. Bovendien is er geen overlap in vliegtijd.
- Larve In vergelijking met L. hippopus meer gedrongen en behaard. Schenen met rij lange lichte haren, waaraan de soort ook van de andere Midden-Europese soorten te onderscheiden is.
- Verspreiding Verdwenen. In Nederland voor- namelijk gevonden in de Geul, waar de soort in 1955 voor het laatst is gevangen. Daarnaast zijn er exemplaren bewaard gebleven uit Houthem (1915) en uit Ginneken nabij Breda (19e eeuw). Recent nog wel gevonden in de aangrenzen- de Duitse deelstaten (Reusch & Weinzierl 1999) en in Vlaanderen in de Zwarte Beek nabij Beringen pers. med. K. Lock). De soort is bekend van heel ( Europa, oostelijk tot in Siberië en Iran (Zwick 1973).
- Ecologie In allerlei (traag) stromende wateren met stenige bodems, van smalle bronbeken tot grote rivieren en meeroevers (Lillehammer 1988, Illies 1955). De soort mijdt slibrijke gedeeltes van de stroom (Brinck 1949). Niet in de bergen. De soort is dagactief, vooral in de namiddag. In tegen- stelling tot de meeste steenvliegen is de soort goed op licht te vangen (Mendl & Müller 1974. Ulfstrand 1969).
- Biologie Uitgesproken najaarssoort. In Nederland vooral in september gevangen. Uiterste waarnemingsdata: 25 augustus en 2 november Vliegtijd in Duitsland eveneens van augustus tot november (Illies 1955). De soort is éénjarig. De jonge larven zijn in principe vanaf eind oktober aanwezig, maar onder invloed van lage temperaturen (<4°C) kunnen de eieren in diapauze gaan en pas in het voorjaar uitkomen. Ook de larven vertonen bij lage temperaturen een groeistop. De eigenlijke groei start als regel pas in het voorjaar (Lille hammer 1985, Khoo 1964. Brinck 1949).